# Condado de Le Flore
O Condado de Le Flore é um dos 77 condados do estado norte-americano do Oklahoma. A sede do condado é Poteau, que também é a sua maior cidade.
A área do condado é de 4165 km² (dos quais 58 km² são cobertos por água), uma população de 48 109 habitantes e uma densidade populacional de 12 hab/km².

## Condados adjacentes
- Condado de Sequoyah (norte)
- Condado de Sebastian, Arkansas (nordeste)
- Condado de Scott, Arkansas (leste)
- Condado de Polk, Arkansas (sudeste)
- Condado de McCurtain (sul)
- Condado de Pushmataha (sudoeste)
- Condado de Latimer (oeste)
- Condado de Haskell (noroeste)

## Cidades e vilas
- Arkoma
- Big Cedar
- Bokoshe
- Cameron
- Cowlington
- Fanshawe (pequena porção no Condado de Latimer)
- Fort Coffee
- Heavener
- Hodgen
- Howe
- Le Flore
- Monroe
- Muse
- Panama
- Pocola
- Poteau
- Rock Island
- Shady Point
- Skullyville
- Spiro
- Talihina
- Wister
- Whitesboro